# 5500 Twilley
5500 Twilley este un asteroid din centura principală de asteroizi.

## Descriere
5500 Twilley este un asteroid din centura principală de asteroizi. A fost descoperit pe 24 noiembrie 1981 la Stația Anderson Mesa de Edward L. G. Bowell. El prezintă o orbită caracterizată de o semiaxă mare de 2,28 ua, o excentricitate de 0,09 și o înclinație de 4,4° în raport cu ecliptica.